# Dongfeng Huashen Tianlai

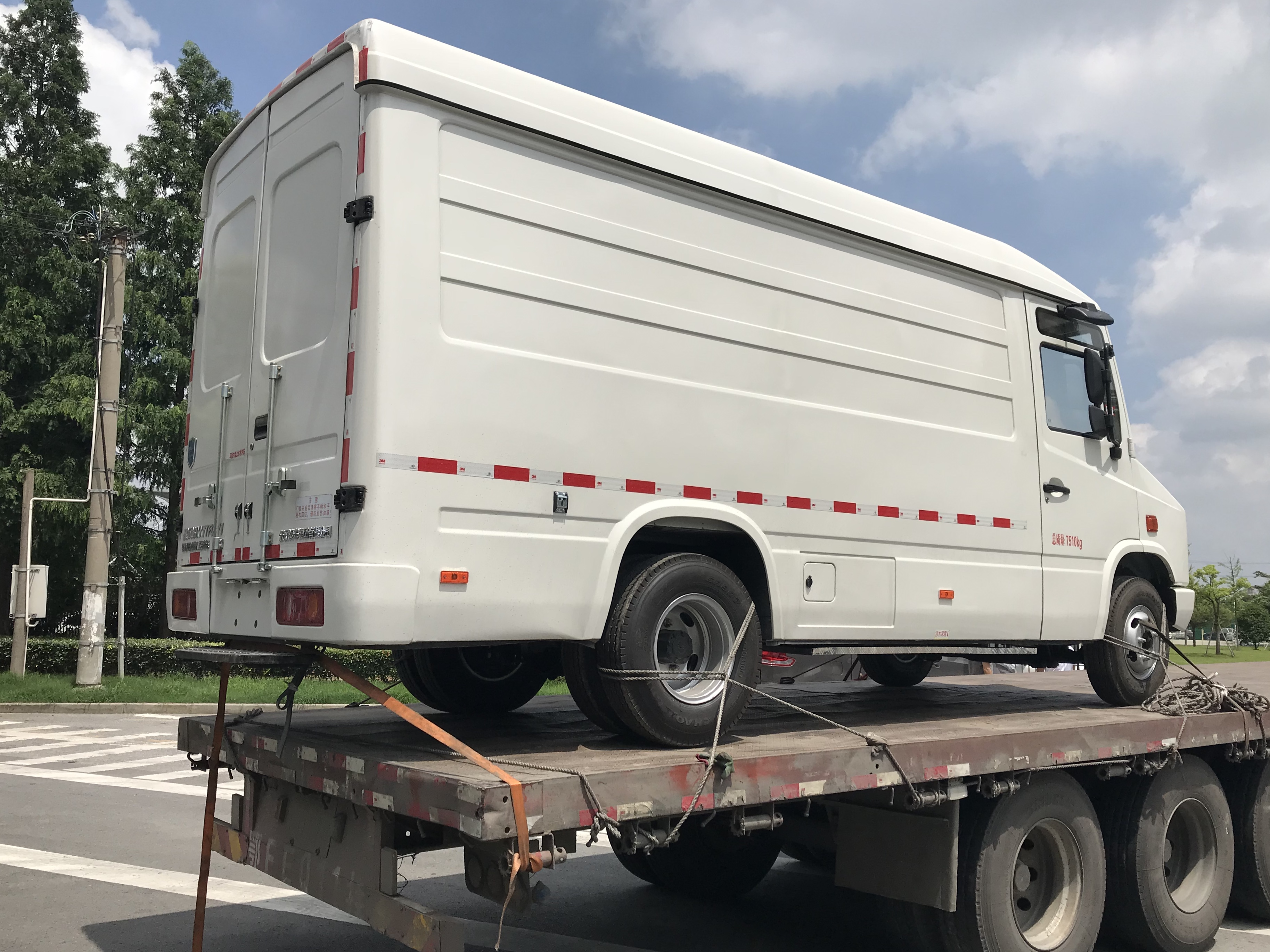
Вид сзади

Dongfeng Huashen Tianlai (кит. 东风华神天来) — среднетоннажный грузовой автомобиль китайской компании Dongfeng. Впервые был представлен в 2017 году под названием Tianlai, а с 2018 года автомобиль производился под названием Vasol.

## Описание
Автомобиль Dongfeng Huashen Tianlai оснащён 3-литровым рядно расположенным 4-цилиндровым дизельным двигателем внутреннего сгорания Yuchai и механической, 5-ступенчатой трансмиссией. Компоновка автомобиля заднеприводная, подвеска рессорная. Также присутствует два запасных колеса. Объём кузова составляет 14 м3.
Также существует электромобиль с электродвигателем мощностью 95 л. с.